# Phil Wachsmann
Philipp John Paul Wachsmann (Kampala, Oeganda, 5 augustus 1944) is een Britse jazzviolist en -componist.

## Biografie
Wachsmann woonde tot 1954 in Oeganda, waar hij door de activiteiten van zijn vader, de muziek-etnoloog Klaus Wachsmann (1907-1984), in 1969 en 1970 bij Nadia Boulanger studeerde en kennismaakte met de traditionele muziek van het land. Onder invloed van hedendaagse componisten als Anton Webern, Harry Partch, Charles Ives, Luciano Berio en Edgard Varèse kwam hij tot de geïmproviseerde muziek. In 1969 trad hij toe tot het Yggdrasil Quartet, dat werken van hedendaagse componisten als John Cage, Cornelius Cardew en Morton Feldman uitvoerde.
Samen met Ian Brighton, Colin Wood, Frank Perry en Radu Malfatti vormde hij in 1973 het improvisatie-ensemble Balance. Halverwege de jaren 1970 vormde hij samen met Tony Wren, Richard Beswick en Simon Mayo het Chamberpot Quartet en werkte hij voor het eerst samen met Tony Oxley aan de opnamen voor zijn February Papers. De samenwerking ging gestaag verder, onder andere in het Celebration Orchestra. Hij vormde het Trio Iskra in 1903 (?) met Paul Rutherford en Barry Guy en werkte ook met Evan Parker (Memory/Vision, 2002 en The Moment's Energy, 2009), Paul Lytton, Derek Baileys Company, Keith Tippett's Gruppe Ark, het London Jazz Composers Orchestra, Fred Van Hove, Rüdiger Carls COWWS en Marcio Mattos. Hij treedt ook op als solomuzikant.

## Discografie
- 1976: Chamberpot met Richard Beswick, Simon Mayo, Tony Wren (Bead)
- 1977: Sparks of the Desire Magneto met Richard Beswick, Tony Wren (Bead)
- 1978: Improvisations Are Forever Now (Vinyl Records)
- 1979: For Harm met Harry de Wit (Bead)
- 1981: Hello Brenda! met Richard Beswick (Bead)
- 1985: Writing in Water (Bead)
- 1986: Ellispontos (J.n.d.)
- 1987: The Glider & The Grinder met Tony Oxley (Bead)
- 1988: Eleven Years from Yesterday met Peter Jacobsen, Ian Brighton, Marcio Mattos, Trevor Taylor (Bead)
- 1995: Icarus met Roger Curphy, Mark Wastell, Carol Ann Jackson, Trevor Taylor (FMR)
- 1999: Some Other Season met Paul Lytton (ECM)
- 2000: August Steps met Teppo Hauta-Aho (Bead)
- 2002: Wazahugy met Charlotte Hug, Ivar Grydeland & Ingar Zach (Sofa)
- 2002: The Needles met Evan Parker, Teppo Hauta-aho (Leo)
- 2003: Refractions in Air met Michael Bunce (Bead)
- 2003: Zero Plus met Aurora Josephson, Jacob Lindsay, Damon Smith, Martin Blume (Balance Point Acoustics)
- 2003: 888 met Evan Parker, Hugh Davies, Eddie Prevost (FMR)
- 2004: Apparitions met Stan Adler, Paul Chauncy, Jon Lloyd, Rob Palmer (Leo)
- 2004: Free Zone Appleby 2003 met Tony Coe, John Edwards, Alan Hacker, Sylvia Hallett, Marcio Mattos, Evan Parker, Kenny Wheeler (psi)
- 2004: Startle the Echoes met Matthew Hutchinson (Bead)
- 2004: Expanded Botanics met Peter Ole Jorgensen, Jakob Riis (Ninth World Music)
- 2005: Free Zone Appleby 2004 met Evan Parker, Barry Guy, Paul Lytton, Joel Ryan (psi)
- 2006: Free Zone Appleby 2005 met Evan Parker, Kenny Wheeler, Gerd Dudek, Paul Dunmall, Paul Rogers, John Edwards, Tony Marsh, Tony Levin (psi)
- 2005: Pacific 2003 met Martin Blume (Bead)
- 2006: Cinc met Paul Lytton, Ken Vandermark (Okka Disk)
- 2006: Refugium met Jorgensen, Riis (Ninth World Music)
- 2007: Free Zone Appleby 2006 met Evan Parker, Rudi Mahall, Aki Takase, Alexander von Schlippenbach, Paul Rutherford, Paul Lovens (psi)
- 2012: St. Cyprians 3 met Howard Riley, Tony Wren (FMR)
- 2013: Gateway '97 met Turner, Thomas, Frangenheim (Creative Sources)
- 2015: Berlin Kinesis met Turner, Thomas, Frangenheim (Creative Sources)
- 2015: Alizarin met Roger Turner (Bead)
- 2016: Imagined Time met Paul Lytton (Bead)
- 2016: Garuda met Lawrence Casserley (Bead)
- 2017: A Trust in the Uncertain and a Willingness to Be Exposed met Emil Strandberg, Sten Sandell, Patric Thorman (Found You)
- 2017: Reunion Live from Cafe Oto met Evan Parker, John Russell, Ian Brighton, Marcio Mattos, Trevor Taylor (FMR)

Met Roscoe Mitchell
- 2004: Composition/Improvisation Nos. 1, 2 & 3 (ECM)

Met Evan Parker
- 1996: Toward the Margins (ECM)
- 1998: Drawn Inward (ECM)
- 2002: Memory/Vision (ECM)
- 2004: Boustrophedon (ECM)
- 2007: The Moment's Energy (ECM)

- Bibsys: 3087378
- Bibliothèque nationale de France: cb14237347v (data)
- Gemeinsame Normdatei: 134740777
- International Standard Name Identifier: 0000 0000 5518 3212
- Library of Congress Control Number: n81020514
- MusicBrainz: b1bf13e5-15b3-4c71-8c54-719d839ed8a0
- Réseau des bibliothèques de Suisse occidentale: 02-A006036616
- Virtual International Authority File: 115149196514674792113
- WorldCat: E39PBJkxGvYBvWDBkd98Qfr6rq